# 山口県道125号蜂ヶ峯公園線
山口県道125号蜂ヶ峰公園線（やまぐちけんどう125ごう はちがみねこうえんせん）は、山口県玖珂郡和木町を通る予定の一般県道である。

## 概要
玖珂郡和木町大字瀬田から玖珂郡和木町大字和木に至る。
玖珂郡和木町大字瀬田の蜂ヶ峯総合公園と和木町中心部を結ぶ路線で、現在町道で接続している区間のアクセス強化を目的として、2017年（平成29年）から防衛省の補助金を用いて整備事業に着手しており、現在ルート選定が行われている。

### 路線データ
- 起点：玖珂郡和木町大字瀬田（蜂ヶ峯総合公園前）
- 終点：玖珂郡和木町大字和木
- 実延長：0 m

## 歴史
- 2016年（平成28年）4月15日 - 山口県告示117号により認定される[3]。

## 地理

### 通過する自治体
- 玖珂郡和木町

### 沿線
- 蜂ヶ峯総合公園